# Вяземский, Иван Андреевич
Князь Ива́н Андре́евич Вя́земский (1722 — после 1798) — действительный тайный советник, сенатор; генерал-майор, кавалер ордена Св. Александра Невского (1782).
Его отец Андрей Фёдорович Вяземский (1692—1765) был дважды женат; от первого брака (с пленной шведкой) имел двух сыновей — Ивана и Николая. От второй жены — Лыкошиной, у него были сын Василий и дочь Екатерина, выданная замуж за Петра Александровича Оболенского (1742—1822).
Иван Андреевич Вяземский 

… начал службу при дворе Императрицы Анны Иоанновны в 1737 году, откуда выпущен был в Гвардию в 1742 году 25 апреля с чином Порутчика, 2 апреля 1762 года произведен в генерал-майоры, а в 1771 году указом от 24 декабря в чине Тайного Советника назначен Директором С.-Петербургского для Дворянства Банка

В 1767 году, 22 сентября, был назначен сенатором: присутствовал 1-м департаменте с 1768 по 1774 год, в 1775 году — в 4-м департаменте, в 1776—1786 — в 6-м департаменте.
Похоронен в Николо-Пешношском монастыре.
В 1770 году был награждён орденом св. Анны, в 1782 году — орденом Св. Александра Невского.
Был женат (с 21 июля 1751) на княжне Марии Сергеевне Долгоруковой (1719—1786), дочери князя С. Г. Долгорукова и баронессы М. П. Шафировой. Их сын Андрей Иванович, генерал-поручик, сенатор.
Во владении Ивана Андреевича в Московской губернии были родовое имение Удино и, до 1758 года, имение Виноградово.